# John Woodville
John Woodville (ur. ok. 1445 –  zm. 12 sierpnia 1469) – angielski arystokrata, brat królowej Elżbiety Woodville.

## Pochodzenie
John urodził się prawdopodobnie w 1445 r. w Grafton Regis (Northamptonshire) jako siódme z czternaściorga dzieci Ryszarda Woodville’a i Jakobiny Luksemburskiej. Miał osiem sióstr i pięcioro braci, z których jeden - Lewis - zmarł we wczesnym dzieciństwie.
Jakobina była wdową po Janie księciu Bedford, bracie króla Anglii Henryka V oraz daleką krewną cesarza Zygmunta Luksemburczyka (ich wspólnym przodkiem był hrabia Luksemburga Henryk V). Ojciec Johna był niżej urodzony od żony; ich małżeństwo, które zostało zawarte w 1436 r. bez zgody króla Henryka VI, wywołało skandal.
Rodzina Johna w Wojnie Dwóch Róż walczyła po stronie Lancasterów.

## Brat królowej
W 1464 r. król Edward IV z linii Yorków zakochał się w najstarszej siostrze Johna, Elżbiecie, i poślubił ją nie zważając na sprzeciw swego kuzyna i doradcy zwanego Twórcą Królów Richarda Neville’a. Efektem koronacji Elżbiety na królową Anglii w maju 1465 r. był awans społeczny rodziny Woodville’ów. Richard Woodville został hrabią Rivers i lordem skarbnikiem, najstarszy brat Johna Anthony otrzymał tytuł lorda wyspy Wight a wszystkie jego siostry powychodziły za mąż za najbogatszych szlachciców w Anglii, z wyjątkiem najmłodszej Catherine, która została żoną księcia Buckingham.
John poślubił Catherine Neville, trzykrotną wdowę. To małżeństwo wzbudziło największe kontrowersje ze wszystkich zrealizowanych przez królową planów matrymonialnych związanych z jej krewnymi, gdyż Catherine była starsza od Johna o około 45 lat, co jeden z kronikarzy określił jako "maritagium diabolicum". Dodatkowo żona Johna była ciotką Richarda Neville’a, którego coraz bardziej złościły poczynania pary królewskiej, które uderzały również w jego rodzinę. Małżeństwo było bezpotomne.

## Śmierć
W 1469 r. Richard Neville zaczął otwarcie działać przeciwko królowi Edwardowi IV sprzymierzając się z jego młodszym bratem George’em, księciem Clarence. W lipcu 1469 r. doszło do bitwy pod Edgecote, gdzie wojska królewskie poniosły klęskę. Edward przeczuwając, że życie krewnych jego żony jest w niebezpieczeństwie, polecił Johnowi i jego ojcu uciekać do Walii. Podczas drogi z Grafton do Walii zostali pojmani przez ludzi Neville’a i zabrani do Coventry.
John i jego ojciec zostali ścięci 12 sierpnia 1469 r. bez procesu, tylko i wyłącznie na rozkaz Twórcy Królów.
Wkrótce aresztowano Edwarda IV i matkę Johna, lecz szybko odzyskali wolność. W kwietniu 1471 r. Neville zginął w bitwie pod Barnet walcząc po stronie Lancasterów (jako sojusznik Małgorzaty Andegaweńską, żony Henryka VI Lancastera). Książę Clarence wrócił do łask brata, jednak nie przestał spiskować przeciwko królowi i w lutym 1477 r. został stracony.